# 大秦寺塔
大秦寺塔位于中国陕西省西安市周至县楼观镇塔峪村，地处终南山北麓，是一座八角形楼阁式塔。大秦是当时中国对东罗马帝国的称呼，该塔是中国现存最早的一座大秦寺（景教教堂）的遗迹。该教堂以及修道院建于公元640年修建这所教堂的是一批景教传教士，而这所教堂同时也作为基督教的教堂使用。

## 历史
唐会昌五年（845年），正值武宗灭佛，景教等宗教也受到波及，此地亦被废弃。到元大德四年（1300年），一所佛教寺院被安置在这里。明嘉靖三十五年（1556年），建筑被关中大地震严重破坏，寺院最终废弃。由于这场地震，大秦寺塔的地宫被严重毁坏而无法打开。1998年，大秦寺塔被重新发现，世人的重新认识到大秦塔背后隐藏的景教在中国的早期传播历史。2006年，大秦寺塔成为全国重点文物保护单位。

## 现状
在大秦寺塔中，东西方的装饰风格和主题和谐共存。在这些装饰中，有亚述帝国首都城墙上的约拿书、也有耶稣降生图以及古亚述文字的涂鸦。这些装饰艺术品大多以泥巴和石膏构筑，这些装饰品在之前的几个世纪中一直暴露在外，受到了一定的损坏。地震活动以及洪水也影响到了塔的稳定性。1999年，大秦塔的外部得到修复，但是塔的总体稳定性没有得到有效改善。对该塔的进一步修缮计划正在制定之中。同时，学者还在使用一些现代技术（可能有遥感探测技术）来勘探宝塔的地宫。

## 外部連結
- Did Christianity Reach China In the First Century?
- Site from China about location（页面存档备份，存于）
- Orthodox article on site（页面存档备份，存于）